# Hermann Carl Nestle
Hermann Carl Nestle (* 22. August 1814 in Frankfurt am Main; † 5. September 1887 ebenda) war ein Kaufmann und Politiker der Freien Stadt Frankfurt.

## Leben
Nestle war ein Sohn von Johann Tobias Nestle. Er lebte als Kaufmann in Frankfurt am Main und war Teilhaber der Firma J.T. Nestle & Cie, einem Großhandel für Garne und Kurzwaren. Von 1871 bis 1875 war er Mitglied der Frankfurter Handelskammer. Wilhelm Isaac von Gille war sein Schwager, die Brüder Gustav Edmund Nestle und Henri Nestlé waren seine Vettern.
In den Jahren 1848, 1850 und von 1861 bis 1865 gehörte er dem Gesetzgebenden Körper der Freien Stadt Frankfurt an.
Er heiratete 1836 Maria Adriane Johanna Wilhelmine, geb. Kinen, aus Felsberg. Sie starb 1899 und war die Tochter von Georg Kinen und Elise, geb. Rosenstrauch. Ihr Vater, der gebürtiger Kurhesse war, Kaufmann und Bankier und wie ihr Großvater mütterlicherseits Freimaurer, stammte aus Kassel bzw. Felsberg an der Eder und hatte 1816 ihre Mutter in Moskau geheiratet, wo er auch Konsul des Königreichs Preußen war. Ihr Großvater mütterlicherseits war Johann Ambrosius Rosenstrauch. Ihre Halbschwester Clara, aus der zweiten Ehe ihres Vaters Georg Kinen, der sich in Frankfurt als Bankier niedergelassen hatte, war mit dem Frankfurter Oberbürgermeister Daniel Heinrich Mumm von Schwarzenstein verheiratet.